# D-乳酸デヒドロゲナーゼ (シトクロム c-553)
D-乳酸デヒドロゲナーゼ (シトクロム c-553)（D-lactate dehydrogenase (cytochrome c-553)）は、以下の化学反応を触媒する酵素である。
(R)-乳酸 + 2 フェリシトクロム c-553 {\displaystyle \rightleftharpoons } ピルビン酸 + 2 フェロシトクロム c-553
この酵素の基質は(R)-乳酸とフェリシトクロム c-553で、生成物はピルビン酸とフェロシトクロム c-553である。
D-乳酸デヒドロゲナーゼ (シトクロム c-553)は酸化還元酵素に属し、組織名は(R)-乳酸:フェリシトクロム-c-553 2-オキシドレダクターゼ（(R)-lactate:ferricytochrome-c-553 2-oxidoreductase）である。